# Ixodes bequaerti
Ixodes bequaerti este o specie de căpușe din genul Ixodes, familia Ixodidae, descrisă de Cooley și Glen M. Kohls în anul 1945. Conform Catalogue of Life specia Ixodes bequaerti nu are subspecii cunoscute.